# Związek bez zobowiązań
Związek bez zobowiązań (ang. Casual relationship, Casual dating) – określenie różnego rodzaju aktywności seksualnych, podejmowanych poza ramami klasycznie pojmowanego, bazującego na uczuciu zakochania związku. Wachlarz jego wariantów sięga od jednorazowych kontaktów seksualnych ("przygoda na jedną noc" – ang. One-Night-Stand) do długoterminowych spotkań aranżowanych poza tradycyjnym, romantycznym związkiem dwojga ludzi. Pomiędzy tzw. "skokiem w bok" a tradycyjnym związkiem dwóch osób rozróżnić można strefę relatywnie ciężko definiowalnych form związków, na temat których nie przeprowadzono co prawda jeszcze odpowiednich badań naukowych, ale które są w nowoczesnym społeczeństwie coraz bardziej rozpowszechnione. Te formy związków stanowią swego rodzaju pomost pomiędzy tzw. One-Night-Stand i związkiem miłosnym, przy czym zwrócić należy uwagę na to, że przejścia pomiędzy różnymi odmianami związku są płynne i złożone.

## Formy występowania i różnice

### "Przygoda na jedną noc"
Jedną z najpopularniejszych wersji związku bez zobowiązań jest "One-Night-Stand" (najczęściej tłumaczone na j. polski jako "przygoda na jedną noc"). Mianem tym określa się jednorazowy stosunek seksualny pomiędzy osobami, z których co najmniej jedna nie jest zainteresowana dłuższą seksualną lub romantyczną relacją.

### "Skok w bok"
W ten sposób potocznie określana jest seksualna relacja, w której co najmniej jedna osoba zaangażowana jest w inny, trwały związek – najczęściej małżeństwo. Taka forma związku bez zobowiązań jest krótkotrwała – może przyjąć postać "przygody na jedną noc" (One-Night-Stand) bądź kilku niezobowiązujących aktów seksualnych, odbytych w krótkim przedziale czasowym.

### Luźny związek
"Luźny związek" to forma związku, w którym zaprzyjaźnieni ze sobą partnerzy utrzymują ze sobą kontakty seksualne, jednak bez klasycznego, romantycznego zaangażowania. W tym przypadku mówić można o swego rodzaju "hybrydzie" związku, łączącej w sobie osobiste elementy charakterystyczne dla przyjaźni oraz seksualne aspekty romansu w kontekście powstałego związku, w której brak jest jednak romantycznej relacji i tradycyjnej, społecznej "etykietki".

## Znaczenie społeczne i rozpowszechnianie

### Rys historyczny
W przeszłości miłość cielesna i pragnienia seksualne postrzegane były jako niebezpieczne, zagrażające wręcz społecznemu, politycznemu i religijnemu porządkowi W wielu największych religiach z tego powodu podkreślano wyłącznie reprodukcyjny charakter stosunku seksualnego i dążono do ścisłego kontrolowania relacji seksualnych. Również współcześnie pragnienia seksualne i odczuwanie pożądania traktowane są z pewną podejrzliwością. Pozamałżeńskie kontakty seksualne postrzegane są bardzo negatywnie, zwłaszcza w przypadku kobiet, które są niekiedy bardzo drastycznie karane. Sankcjonowanie kobiet jest wyraźnie dużo bardziej dotkliwe niż karanie mężczyzn, którzy są nawet niekiedy ośmielani do potocznie nazywanego "wyszumienia się". Mowa w tym przypadku o podwójnych standardach moralnych. W trakcie rewolucji seksualnej w Europie i Stanach Zjednoczonych w latach 60. i 70. XX wieku seksualny podwójny standard przyjął początkowo formę warunkowe podwójnego standardu. Według niego kobiety mają prawo do kontaktów seksualnych tylko w ramach trwałego związku bazującego na miłości, podczas gdy mężczyźni nawiązywać mogli dowolną liczbę relacji seksualnych. Wspomnieć należy również o istotnej roli pojawienia się tabletek antykoncepcyjnych oraz innych metod zapobiegania ciąży. Szczególne znaczenie od lat 70. XX wieku miała jednak działalność wszelkiego rodzaju ruchów kobiecych, a od lat 80. XX wieku – przede wszystkim feminizmu proseksualnego – to dzięki nim sporadyczny, spontaniczny seks uprawiany jest współcześnie częściej, a jego akceptacja społeczna wzrosła – dowodzić tego może chociażby fakt, iż mieszkańcy krajów, w którym współczynnik równouprawnienia płci jest wyższy posiadają statystycznie więcej partnerów seksualnych oraz wykazują więcej tolerancji dla związków bez zobowiązań i seksu przedmałżeńskiego.

### Funkcja społeczna i krytyka
Najsilniejszą motywacją do nawiązywania relacji opartych na niezobowiązującym seksie jest chęć przeżycia rozkoszy. Przez kobiety decydujące się na ten rodzaj relacji wymienione zostały również: ciekawość względem nowego partnera, poprawienie samooceny oraz zwiększenie świadomości własnego ciała. Osoby znajdujące się w związkach typu "luźny związek" przedkładają tę formę ponad "One-Night-Stand", argumentując, iż mogą w ten sposób doświadczać wsparcia emocjonalnego i zaufania, ale mają również możliwość korzystania z szerokiego spektrum seksualnych możliwości. Jako inne powody popularności tego rodzaju związku bez zobowiązań podane zostały również: "zbyt mało prywatnego czasu na klasyczny związek" oraz "niepewność na temat intensywności i rodzaju własnych uczuć". Ze względu na fakt, iż – w przeciwieństwie do klasycznie definiowanego, romantycznego związku dwojga ludzi – nie istnieją jeszcze skrypty kulturowe, normy i kryteria dotyczące tego rodzaju związku, często w przypadku, kiedy zmienią się uczucia jednego z partnerów dojść może do różnego rodzaju komplikacji, co najczęściej negatywnie odbija się na przyjaźni. Ze względu na ten fakt coraz więcej osób decyduje się na poszukiwanie partnerów do związku bez zobowiązań na różnego rodzaju portalach internetowych, co zmniejsza ryzyko ewentualnych uczuciowych komplikacji ze strony jednej z osób świadomie decydujących się na rozpoczęcie tego rodzaju relacji.